# Сакварелидзе, Луарсаб Михайлович
Луарсаб Михайлович Сакварелидзе (30 сентября 1877 — после 1917) — полковник Российской императорской армии, участник Первой мировой войны. Кавалер ордена Святого Георгия 4-й степени (1917) и Георгиевского оружия (1916).

## Биография
Луарсаб Сакварелидзе родился 30 сентября 1877 года в дворянской семьев Кутаисской губернии. По вероисповеданию был православным. Общее образование - домашнее. В службу вступил нижним чином 03.02.1898 года. Военное образование получил в Тифлисском пехотном юнкерском училище.
По состоянию на 1 января 1909 года служил в чине поручика в 11-м гренадерском Фанагорийском полку. Затем был произведён в штабс-капитаны. В составе этого же полка принимал участие в Первой мировой войне. Был произведён в капитаны. Занимал должности командира роты и батальона. 2 января 1916 года «на основании 1-й статьи приказа № 563 по военному ведомству» был произведён в подполковники со старшинством с 19 июля 1915 года. По состоянию на апрель 1917 года служил в том же полку. 26 апреля 1917 года был удостоен ордена Святого Георгия 4-й степени и произведён в чин полковника со старшинством с 25 декабря 1916 года.

## Награды
Луарсаб Михайлович Сакварелидзе был удостоен следующих наград:
- Орден Святого Георгия 4-й степени (Приказ по армии и флоту от 26 апреля 1917)
«за бой 19.09.1916 на высоте 114,8 у колонии Жарки, в котором командовал батальоном, захватил и удержал под ураганным огнем тяжелой, легкой артиллерии и пулеметов врага 3 линии окопов, был дважды ранен, но оставался в строю до конца боя»;
- Георгиевское оружие (Высочайший приказ от 7 февраля 1916);
- Орден Святого Владимира 4-й степени с мечами и бантом (Высочайший приказ от 7 марта 1915);
- Орден Святой Анны 2-й степени с мечами (Высочайший приказ от 26 сентября 1916);
- Орден Святой Анны 3-й степени с мечами и бантом (Высочайший приказ от 28 апреля 1915);
- Орден Святого Станислава 2-й степени с мечами (Высочайший приказ от 6 октября 1916);
- Высочайшее благоволение (Высочайший приказ от 22 октября 1916)
« за отличия в делах»;
- Высочайшее благоволение (Высочайший приказ от 10 октября 1915)
« за отличия в делах».